# الكاميرا الخشبية (فلم)
الكاميرا الخشبيّة (بالإنجليزية: The Wooden Camera) هو فيلم جنوب أفريقي صدر عام 2003 من إخراج نتشافيني وا لورولي وبطولة جونيور سينغو ودانا دي أجريلا وإنوسنت مسيمانجو.

## القصّة
تُدور أحداث الفيلم في وحول كيب تاون والبلدات القريبة من كايليتشا، حيثُ يعيش هناك صديقين مراهقين وهما ماديبا الأصغر (يلعب دوره الممثل جونيور سينغو) وسيفو الأكبر (يلعب دوره الممثل إنوسنت مسيمانغو). ذات يوم وهما يلعبانِ بجانب خطوط السكك الحديدية وجدا جثة مع مسدس به رصاصة وكاميرا فيديو. يأخذ سيفو المسدس بينما يأخذ ماديبا الكاميرا والتي يضعها داخل كامير خشبية أخرى لجعلها تبدو وكأنها لعبةٌ لا تعمل. يبدأ سيفو في ممازحة كل من يراه عبر تلك البندقيّة لكنّه يتحول مع مرور الوقت إلى سرقة عدادات وقوف السيارات وأشياء أخرى في كيب تاون مع مجموعة من البلطجية.
يُصوّر ماديبا العالم من حوله، ويجد الجمال في كل من كايليتشا وكيب تاون. يجرب العديد من تقنيات التصوير فهو ماهرٌ في هذا لكنه يجد مقاطع الفيديو الخاصة به شخصية جدًا ولا يسمح عادةً للآخرين بمشاهدتها. أثناء وجوده في كيب تاون، يلتقي ويقيم صداقة مع فتاة بيضاء تُدعى إستيل (تلعب دورها الممثلة دانا دي أجريلا) من عائلة غنية والتي تتعارض مع والدها العنصري حول علاقتها مع ماديبا. يُقتَل سيفو خلال عمليّة سطوٍ ما ويحزنُ عليه صديقه على الرغمِ من أن العلاقة بينهما كانت قد دخلت مرحلة حرجة بسبب لجوء الأول للسرقة والسطو على أموال الناس. يُقرّر ماديبا في نهاية المطاف الهرب مع إستل حيثُ يستقلان القطار معًا ويُسافرانِ للعيش في مدينة ثانيّة.

## الجوائز
- عُرض الفيلم في مهرجان برلين السينمائي الدولي عام 2004 وفاز بجائزة أفضل فيلم روائي طويل (نتشافيني ولورولي)
- عُرض الفيلم في مهرجان باريس السينمائي عام 2004 أيضًا
- فاز الفيلمُ بجائزة أفضل تصوير سينمائي (جوردون سبونر)
- فاز الفيلم بجائزة هنري أليكان (جوردون سبونر)
- شارك الفيلم في مهرجان روتردام السينمائي الدولي وفاز فيهِ بجائزة النمر (نتشافيني ولورولي)

## روابط خارجية
- الكاميرا الخشبية  في قاعدة بيانات الأفلام على الإنترنت (بالإنجليزية)
- مراجعة نيويورك تايمز للفيلم